# Attaque à la voiture-bélier de 2024 à Zhuhai
L'attaque à la voiture-bélier de 2024 à Zhuhai est un attentat ayant lieu à Zhuhai, dans le Guangdong (Chine), le 11 novembre 2024. L'attaque fait 35 morts et 43 blessés.
Lors de cet attentat, un homme de 62 ans fonce avec son véhicule dans le centre sportif de Zhuhai et heurte plusieurs personnes sur une piste de fitness en plein air. Le suspect est placé en garde à vue et transporté à l'hôpital après s'être mutilé avec un couteau. Il aurait été motivé à passer à l'acte par la colère suscitée par un récent divorce.
En Chine, l'attaque est censurée sur Internet et les détails de l'événement ne sont publiés que le lendemain de l'incident. Le délai important de publication des détails concernant l'attaque provoque des tensions sur les réseaux sociaux chinois.
Il s'agit de l'attentat le plus meurtrier en Chine depuis l'attaque d'Ürümqi, en mai 2014.

## Déroulement de l'attaque

Plan du site sur lequel figure, en rouge, le chemin approximatif emprunté par le conducteur.

Le 11 novembre 2024 à 19 h 48 (UTC+8), un homme au volant d'un SUV fonce sur des personnes faisant de l'exercice sur la piste d'athlétisme du centre sportif de Zhuhai, dans le Guangdong, province du Sud-Est de la Chine. La sécurité est renforcée à Zhuhai, qui doit accueillir le lendemain un important meeting aérien civil et militaire. Un témoin oculaire déclare que le conducteur a roulé de façon circulaire sur la piste, heurtant de nombreuses personnes sur son chemin.
Le 12 novembre, la police de Zhuhai annonce officiellement que le bilan de l'attaque est de 35 morts et 43 blessés.

## Auteur du crime
Selon une déclaration de la police, le conducteur est un homme divorcé de 62 ans nommé Fan Weiqiu. Il est retrouvé inconscient avec des blessures au cou en raison d'une tentative d'automutilation et est emmené à l'hôpital pour y être soigné. La police déclare qu'il est tombé dans le coma après s'être mutilé le cou avec un couteau. Selon les premières informations, le suspect serait passé à l'acte en raison de la colère suscitée par le règlement financier de son divorce,,.
Il est jugé le 27 décembre 2024 et condamné à mort le jour même. Il est exécuté le 20 janvier 2025. 

## Réactions

### Aide aux victimes et réactions politiques
Des responsables locaux, dont le secrétaire du Comité du Parti communiste chinois (PCC) et le maire de Zhuhai, arrivent sur les lieux peu de temps après l'attaque pour superviser les opérations de sauvetage, établir un groupe de travail pour accélérer le traitement médical des blessés, enquêter sur l'attaque et soutenir les familles des victimes[réf. souhaitée]. Le Centre sportif de Zhuhai ferme ses portes quelques heures après l'attentat.
Le secrétaire général du PCC, Xi Jinping, ainsi que le Premier ministre chinois Li Qiang, se félicitent le soir du 12 novembre de tous les efforts pour soigner les blessés et appellent à sanctionner sévèrement les auteurs de l'attaque, conformément à la loi. Ils souhaitent également prendre des mesures pour atténuer les risques sociétaux. Le gouvernement central envoie un groupe de travail au Guangdong pour guider et aider aux mesures post-incident.

### Censure et tensions
Les recherches sur Internet sont étroitement surveillées avant et pendant les événements majeurs en Chine. Par conséquent, les recherches sur l'attaque à la voiture-bélier sont initialement censurées en raison de l'Exposition internationale de l'aviation et de l'aérospatiale de Chine à venir à Zhuhai. Les articles et les messages comprenant des images et des vidéos des événements sont censurés pendant près de 24 heures après l'incident. Cela provoque des tensions sur les réseaux sociaux chinois, leurs utilisateurs chinois étant en colère en raison du délai dans la révélation des détails concernant l'attaque. 
Ce n'est que le lendemain matin que Weibo, un réseau social de microblogage, publie des articles sur l'incident, tandis que des vidéos se propagent sur Twitter,, réseau social interdit en Chine. Le compte indépendant, basé en Italie, Teacher Li Is Not Your Teacher y publie une vidéo de plusieurs personnes allongées sur le sol et d'une femme hurlant de douleur pendant qu'un pompier porte secours à une victime.
Le 12 novembre, à la suite de cette attaque et de la mort en septembre d'un étudiant japonais poignardé dans le sud de la Chine, l'ambassade du Japon à Pékin met en garde ses ressortissants et leur conseille, pour leur sécurité personnelle en Chine, de ne pas parler fort le japonais en public. Le même soir, les journalistes de BBC News sont interrompus dans leur direct par des hommes chinois, responsables présumés du PCC se faisant passer pour des locaux, pour empêcher la couverture de l'attentat.

### Hommage aux victimes
Dans les jours suivant l'attaque, un mémorial de fortune est installé sur les lieux de l'attaque, mais les autorités chinoises décident rapidement de retirer les fleurs, couronnes, bougies et l'alcool qui y sont placés, tout en empêchant l'accès à une zone de veillée improvisée. 